# Sutton Crag
Der Sutton Crag ist ein 1489 m hoher Felsvorsprung auf Südgeorgien. In der Allardyce Range ragt er aus einem Gebirgskamm nördlich des Mount Paget auf.
Die British South Georgia Expedition (1954–1955) kartierte ihn und benannte ihn inoffiziell als Sentinel bzw. Sentinel Peak. Das UK Antarctic Place-Names Committee benannte ihn dagegen 1957 nach George A. Sutton (1923–2019), Leiter der Expedition und Erstbesteiger dieses Gipfels.